# Route nationale 823
Pour les articles homonymes, voir Route 823.
La route nationale 823, ou RN 823, était une route nationale française  reliant Mayenne à La Chartre-sur-le-Loir. À la suite de la réforme de 1972, elle a été déclassée en RD 35 dans la Mayenne et en RD 304 dans la Sarthe.

## Ancien tracé de Mayenne à la Chartre-sur-le-Loir (D 35 & D 304)
- Mayenne
- Passage sous l'ancienne voie ferrée désaffectée de Caen à Laval.
- Intersection avec la D 207 vers La Bazoge-Montpinçon.
- Giratoire avec la N 2162 (contournement Est de Mayenne) et la D 113 vers Marcillé-la-Ville et Villaines-la-Juhel.
- Aron : intersections avec la D 7 vers Lassay-les-Châteaux et Saint-Fraimbault-de-Prières, la D 253 vers Commer et La Bazoge-Montpinçon et la D 7 vers Jublains et Évron.
- Grazay : intersection avec la D 160 vers Marcillé-la-Ville et vers Jublains.
- Intersections avec la D 253 vers La Chapelle-au-Riboul et Lassay-les-Châteaux et vers Jublains et Montsûrs puis avec la D 236 vers La Chapelle-au-Riboul et vers Hambers.
- Bais : intersections avec la D 20 vers Champgenêteux et Villaines-la-Juhel et vers Sainte-Gemmes-le-Robert et Évron  puisavec la D 149 vers Courcité.
- Izé : intersections avec la D 238 vers Saint-Germain-de-Coulamer et avec la D 240 vers Trans et vers Saint-Georges-sur-Erve.
- Intersection avec la D 540 vers Saint-Georges-sur-Erve.
- Saint-Martin-de-Connée : intersection avec la D 13 vers Courcité et Villaines-la-Juhel.
- Saint-Pierre-sur-Orthe : intersection avec la D 203 vers Saint-Georges-sur-Erve et avec la D 143 vers Vimarcé.
- Sillé-le-Guillaume
- Conlie
- Domfront-en-Champagne
- Saint-Saturnin
- La Chapelle-Saint-Aubin
- Le Mans
- Parigné-l'Évêque
- Le Grand-Lucé
- Saint-Vincent-du-Lorouër
- Saint-Pierre-du-Lorouër
- La Chartre-sur-le-Loir

## Autour de la route
- Les Coëvrons
- Alpes Mancelles
- Forêt de Sillé